# Alphinellus gibbicollis
Alphinellus gibbicollis là một loài bọ cánh cứng trong họ Cerambycidae.